# Cincinnati Open 2024 - Qualificazioni singolare femminile
Le qualificazioni del singolare femminile del Cincinnati Open 2024 sono un torneo di tennis preliminare per accedere alla fase finale della manifestazione disputate l'11 e il 12 agosto 2024. Le vincitrici dell'ultimo turno sono entrate di diritto nel tabellone principale. In caso di ritiro di una o più giocatrici aventi diritto a queste sono subentrati le lucky loser, ossia le giocatrici che hanno perso nell'ultimo turno ma che avevano una classifica più alta rispetto alle altre partecipanti che avevano comunque perso nel turno finale.

## Teste di serie
1. Magdalena Fręch (qualificata)
2. Wang Xiyu (primo turno)
3. Lulu Sun (qualificata)
4. Katie Volynets (ultimo turno)
5. Èlina Avanesyan (ultimo turno, lucky loser)
6. Cristina Bucșa (primo turno)
7. Clara Tauson (primo turno)
8. Moyuka Uchijima (primo turno)

1. Lucia Bronzetti (ultimo turno, lucky loser)
2. Varvara Gracheva (qualificata)
3. Anna Blinkova (primo turno)
4. Taylor Townsend (qualificata)
5. Wang Yafan (qualificata)
6. Jéssica Bouzas Maneiro (ultimo turno, lucky loser)
7. Harriet Dart (qualificata)
8. Martina Trevisan (ultimo turno)

## Qualificati
1. Magdalena Fręch
2. Varvara Gracheva
3. Lulu Sun
4. Taylor Townsend

1. Harriet Dart
2. Robin Montgomery
3. Wang Yafan
4. Ashlyn Krueger

### Lucky loser
1. Èlina Avanesyan
2. Lucia Bronzetti

1. Jéssica Bouzas Maneiro

## Tabellone

### Legenda
| - Q = Qualificato - WC = Wild card - LL = Lucky loser | - ALT = Alternate - SE = Special Exempt - PR = Protected Ranking | - w/o = Walkover - r = Ritirato - d = Squalificato |

### Sezione 1
|  | Primo turno | Primo turno            | Primo turno            | Primo turno | Primo turno |  |  | Ultimo turno | Ultimo turno           | Ultimo turno           | Ultimo turno | Ultimo turno |  |
|  |             |                        |                        |             |             |  |  |              |                        |                        |              |              |  |
|  | 1           | Magdalena Fręch        | 6                      | 2           |             |  |  |              |                        |                        |              |              |  |
|  |             | Hailey Baptiste        | 2                      | 1           | r           |  |  | 1            | Magdalena Fręch        | Magdalena Fręch        | 6            | 6            |  |
|  |             | Lesja Curenko          | Lesja Curenko          | 2           | 2           |  |  | 14           | Jéssica Bouzas Maneiro | Jéssica Bouzas Maneiro | 1            | 4            |  |
|  | 14          | Jéssica Bouzas Maneiro | Jéssica Bouzas Maneiro | 6           | 6           |  |  |              |                        |                        |              |              |  |

### Sezione 2
|  | Primo turno | Primo turno          | Primo turno      | Primo turno | Primo turno |  |  | Ultimo turno | Ultimo turno         | Ultimo turno         | Ultimo turno | Ultimo turno |  |
|  |             |                      |                  |             |             |  |  |              |                      |                      |              |              |  |
|  | 2           | Wang Xiyu            | 3                | 6           | 1           |  |  |              |                      |                      |              |              |  |
|  |             | Aljaksandra Sasnovič | 6                | 1           | 6           |  |  |              | Aljaksandra Sasnovič | Aljaksandra Sasnovič | 4            | 3            |  |
|  |             | Bernarda Pera        | Bernarda Pera    | 3           | 1           |  |  | 10           | Varvara Gracheva     | Varvara Gracheva     | 6            | 6            |  |
|  | 10          | Varvara Gracheva     | Varvara Gracheva | 6           | 6           |  |  |              |                      |                      |              |              |  |

### Sezione 3
|  | Primo turno | Primo turno     | Primo turno   | Primo turno | Primo turno |  |  | Ultimo turno | Ultimo turno    | Ultimo turno    | Ultimo turno | Ultimo turno |  |
|  |             |                 |               |             |             |  |  |              |                 |                 |              |              |  |
|  | 3           | Lulu Sun        | Lulu Sun      | 6           | 6           |  |  |              |                 |                 |              |              |  |
|  | PR          | Shelby Rogers   | Shelby Rogers | 3           | 0           |  |  | 3            | Lulu Sun        | Lulu Sun        | 7            | 6            |  |
|  | WC          | Marina Stakusic | 3             | 7           | 2           |  |  | 9            | Lucia Bronzetti | Lucia Bronzetti | 64           | 3            |  |
|  | 9           | Lucia Bronzetti | 6             | 6           | 6           |  |  |              |                 |                 |              |              |  |

### Sezione 4
|  | Primo turno | Primo turno      | Primo turno      | Primo turno | Primo turno |  |  | Ultimo turno | Ultimo turno    | Ultimo turno    | Ultimo turno | Ultimo turno |  |
|  |             |                  |                  |             |             |  |  |              |                 |                 |              |              |  |
|  | 4           | Katie Volynets   | Katie Volynets   | 6           | 7           |  |  |              |                 |                 |              |              |  |
|  |             | Tamara Korpatsch | Tamara Korpatsch | 2           | 5           |  |  | 4            | Katie Volynets  | Katie Volynets  | 0            | 3            |  |
|  |             | Chloé Paquet     | Chloé Paquet     | 3           | 4           |  |  | 12           | Taylor Townsend | Taylor Townsend | 6            | 6            |  |
|  | 12          | Taylor Townsend  | Taylor Townsend  | 6           | 6           |  |  |              |                 |                 |              |              |  |

### Sezione 5
|  | Primo turno | Primo turno       | Primo turno     | Primo turno | Primo turno |  |  | Ultimo turno | Ultimo turno    | Ultimo turno    | Ultimo turno | Ultimo turno |  |
|  |             |                   |                 |             |             |  |  |              |                 |                 |              |              |  |
|  | 5           | Èlina Avanesyan   | Èlina Avanesyan | 6           | 6           |  |  |              |                 |                 |              |              |  |
|  | WC          | Lauren Davis      | Lauren Davis    | 3           | 1           |  |  | 5            | Èlina Avanesyan | Èlina Avanesyan | 4            | 1            |  |
|  |             | Kamilla Rachimova | 4               | 6           | 0           |  |  | 15           | Harriet Dart    | Harriet Dart    | 6            | 6            |  |
|  | 15          | Harriet Dart      | 6               | 2           | 6           |  |  |              |                 |                 |              |              |  |

### Sezione 6
|  | Primo turno | Primo turno      | Primo turno | Primo turno | Primo turno |  |  | Ultimo turno | Ultimo turno     | Ultimo turno     | Ultimo turno | Ultimo turno |  |
|  |             |                  |             |             |             |  |  |              |                  |                  |              |              |  |
|  | 6           | Cristina Bucșa   | 6           | 4           | 0           |  |  |              |                  |                  |              |              |  |
|  | WC          | Robin Montgomery | 4           | 6           | 6           |  |  | WC           | Robin Montgomery | Robin Montgomery | 6            | 6            |  |
|  | Alt         | Arina Rodionova  | 1           | 4           | 62          |  |  | 16           | Martina Trevisan | Martina Trevisan | 4            | 4            |  |
|  | 16          | Martina Trevisan | 6           | 4           | 7           |  |  |              |                  |                  |              |              |  |

### Sezione 7
|  | Primo turno | Primo turno    | Primo turno    | Primo turno | Primo turno |  |  | Ultimo turno | Ultimo turno   | Ultimo turno | Ultimo turno | Ultimo turno |  |
|  |             |                |                |             |             |  |  |              |                |              |              |              |  |
|  | 7           | Clara Tauson   | Clara Tauson   | 2           | 2           |  |  |              |                |              |              |              |  |
|  |             | Ėrika Andreeva | Ėrika Andreeva | 6           | 6           |  |  |              | Ėrika Andreeva | 7            | 3            | 3            |  |
|  |             | Sara Errani    | Sara Errani    | 3           | 0           |  |  | 13           | Wang Yafan     | 63           | 6            | 6            |  |
|  | 13          | Wang Yafan     | Wang Yafan     | 6           | 6           |  |  |              |                |              |              |              |  |

### Sezione 8
|  | Primo turno | Primo turno     | Primo turno     | Primo turno | Primo turno |  |  | Ultimo turno | Ultimo turno   | Ultimo turno | Ultimo turno | Ultimo turno |  |
|  |             |                 |                 |             |             |  |  |              |                |              |              |              |  |
|  | 8           | Moyuka Uchijima | Moyuka Uchijima | 2           | 0           |  |  |              |                |              |              |              |  |
|  |             | Ashlyn Krueger  | Ashlyn Krueger  | 6           | 6           |  |  |              | Ashlyn Krueger | 6            | 2            | 6            |  |
|  | WC          | Naomi Ōsaka     | 6               | 2           | 6           |  |  | WC           | Naomi Ōsaka    | 3            | 6            | 3            |  |
|  | 11          | Anna Blinkova   | 2               | 6           | 2           |  |  |              |                |              |              |              |  |